# Neotamias dorsalis
Neotamias dorsalis là một loài động vật có vú trong họ Sóc, bộ Gặm nhấm. Loài này được Baird mô tả năm 1855.

## Hình ảnh

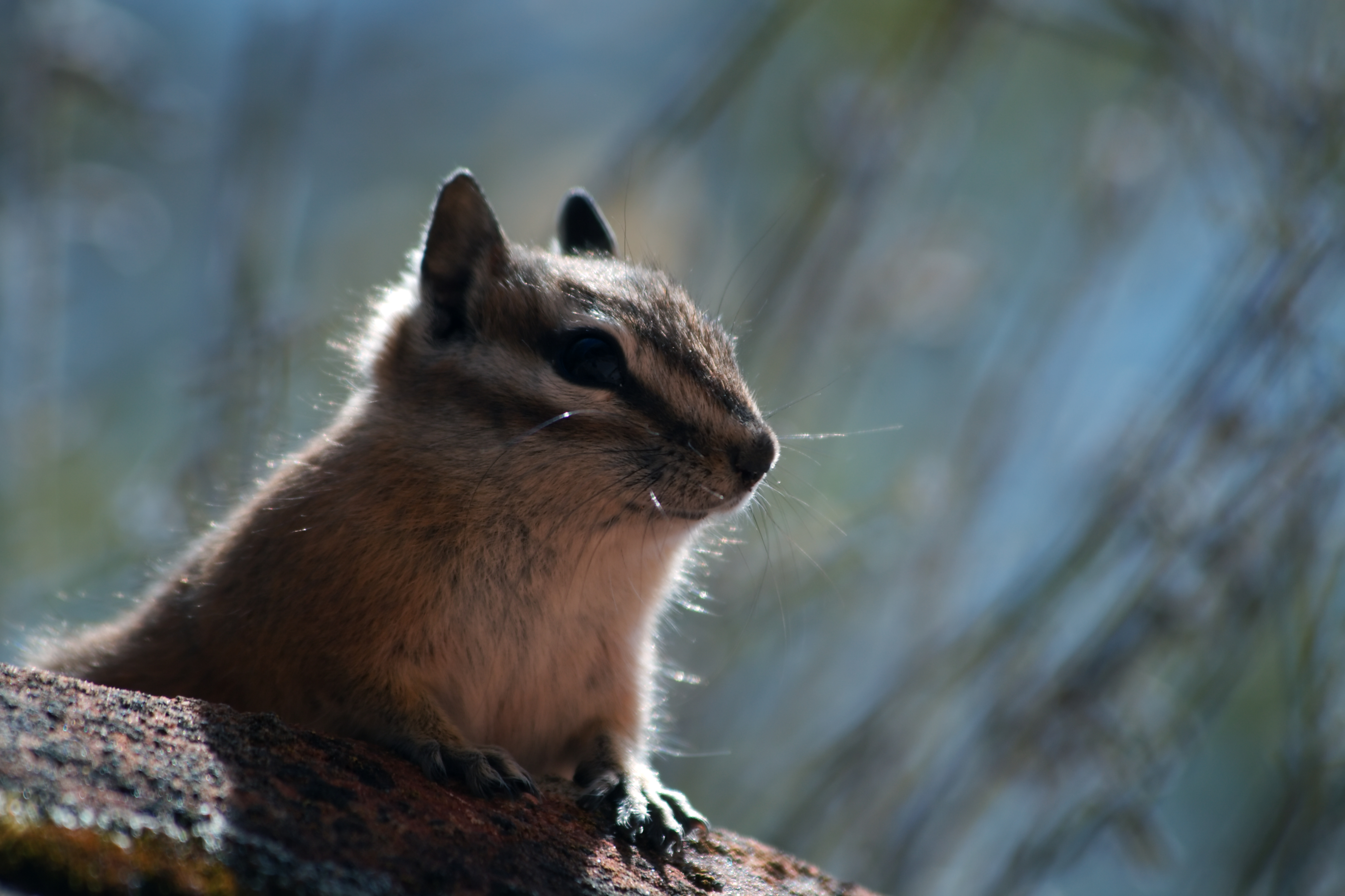
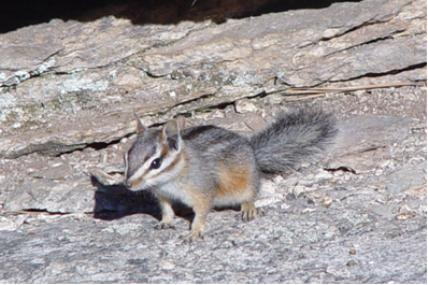